# La Lande-de-Fronsac
La Lande-de-Fronsac (okzitanisch La Landa de Fronsac) ist eine französische Gemeinde mit 2.739 Einwohnern (Stand: 1. Januar 2022) im Département Gironde in der Region Nouvelle-Aquitaine. Sie gehört zum Arrondissement Libourne und zum Kanton Le Libournais-Fronsadais.

## Lage
La Lande-de-Fronsac liegt etwa 22 Kilometer nordöstlich von Bordeaux und etwa 13 Kilometer nordwestlich von Libourne. An der westlichen Gemeindegrenze verläuft das Flüsschen Virvée. Umgeben wird La Lande-de-Fronsac von den Nachbargemeinden Salignac im Norden, Vérac im Nordosten, Tarnès im Osten, Cadillac-en-Fronsadais im Süden, Saint-Romain-la-Virvée im Südwesten sowie Saint-André-de-Cubzac im Westen.

## Bevölkerungsentwicklung
| Jahr                       | 1962 | 1968 | 1975 | 1982 | 1990 | 1999 | 2006 | 2020 |
| Einwohner                  | 465  | 512  | 624  | 1147 | 1797 | 1871 | 2008 | 2579 |
| Quellen: Cassini und INSEE |      |      |      |      |      |      |      |      |

## Sehenswürdigkeiten
- Kirche Saint-Pierre, um 1020 erbaut, 1170 und im 15. Jahrhundert umgebaut, Monument historique
- Schloss Loiseau, 1712 erbaut

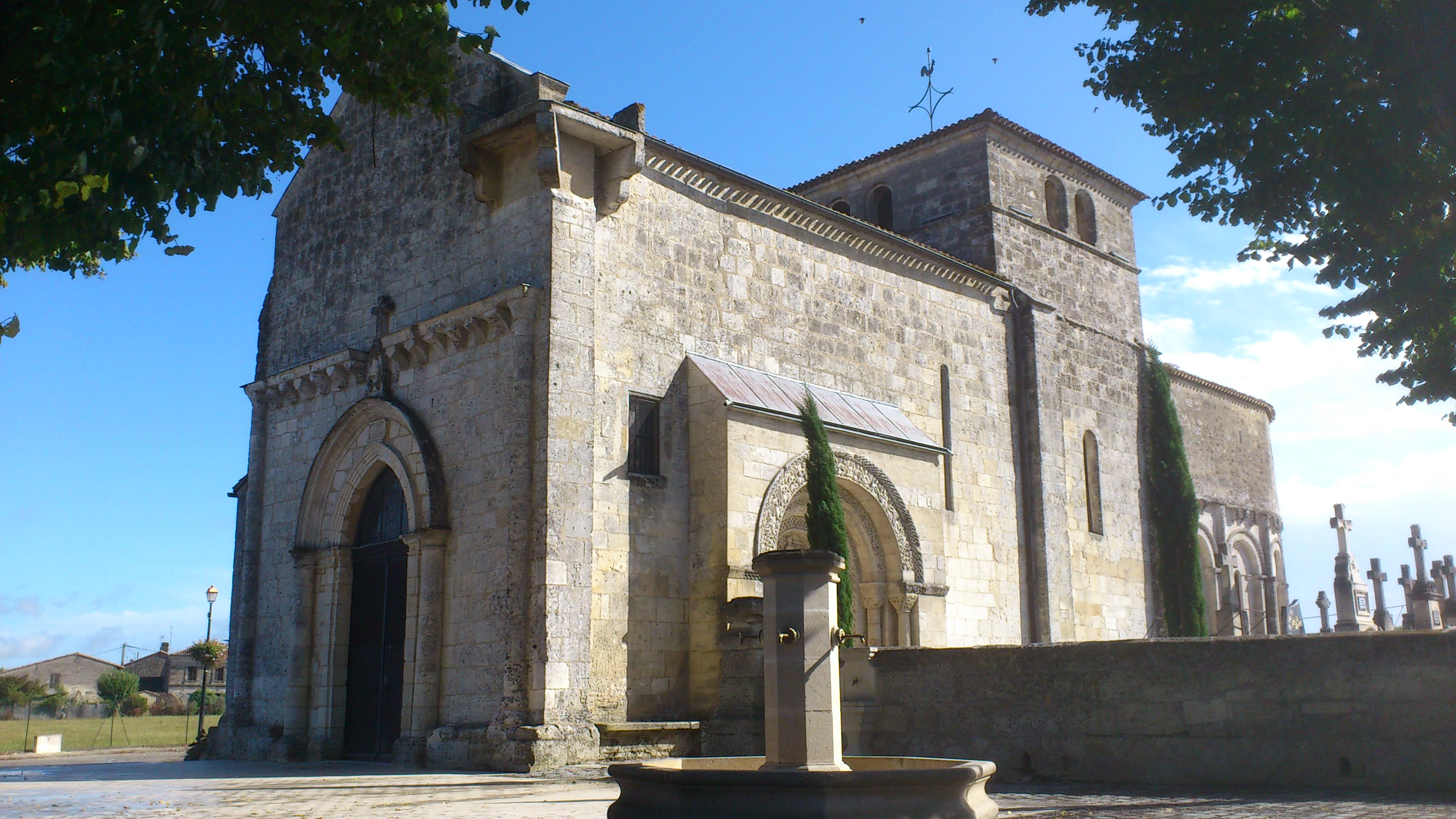
Kirche Saint-Pierre
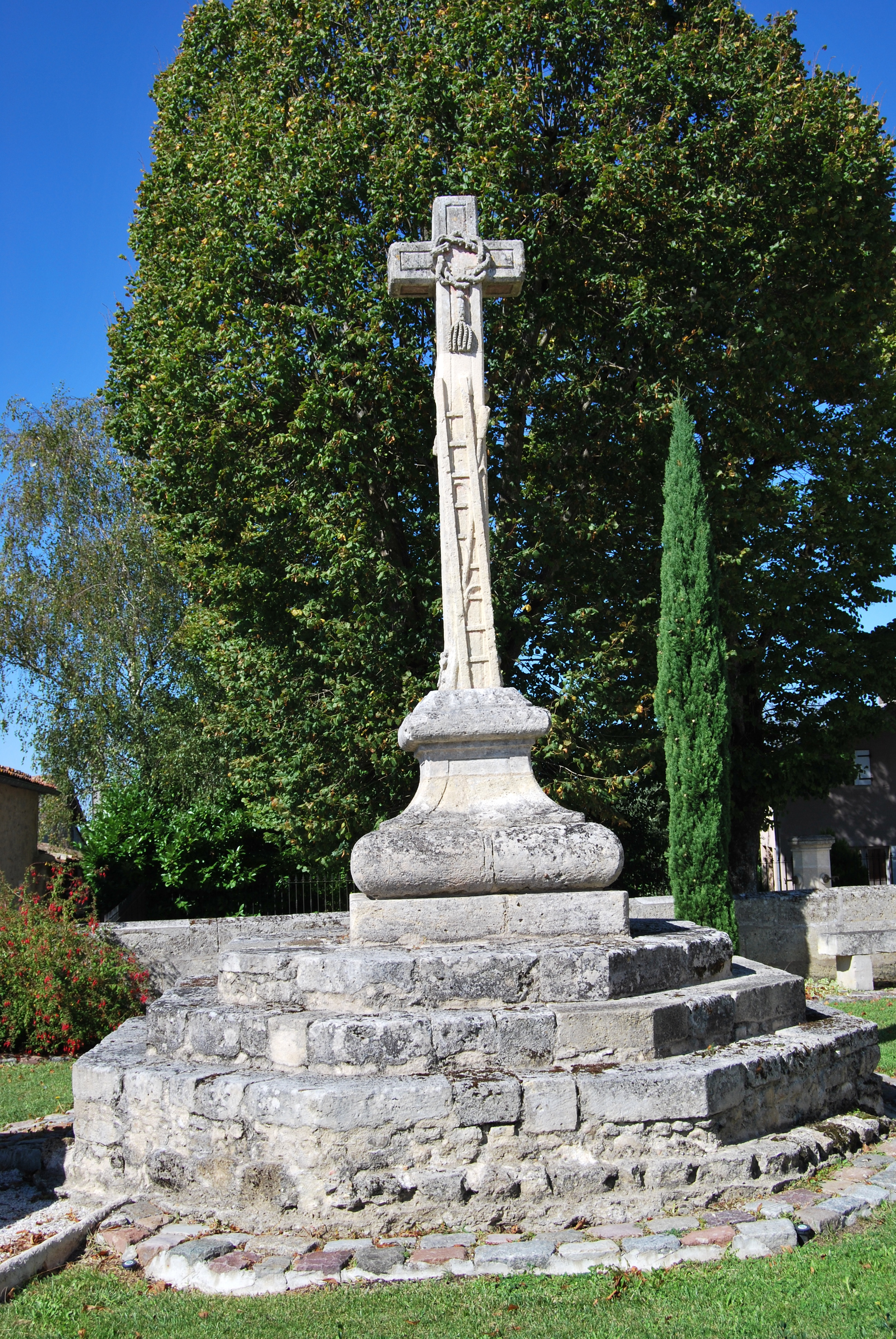
Friedhofskreuz
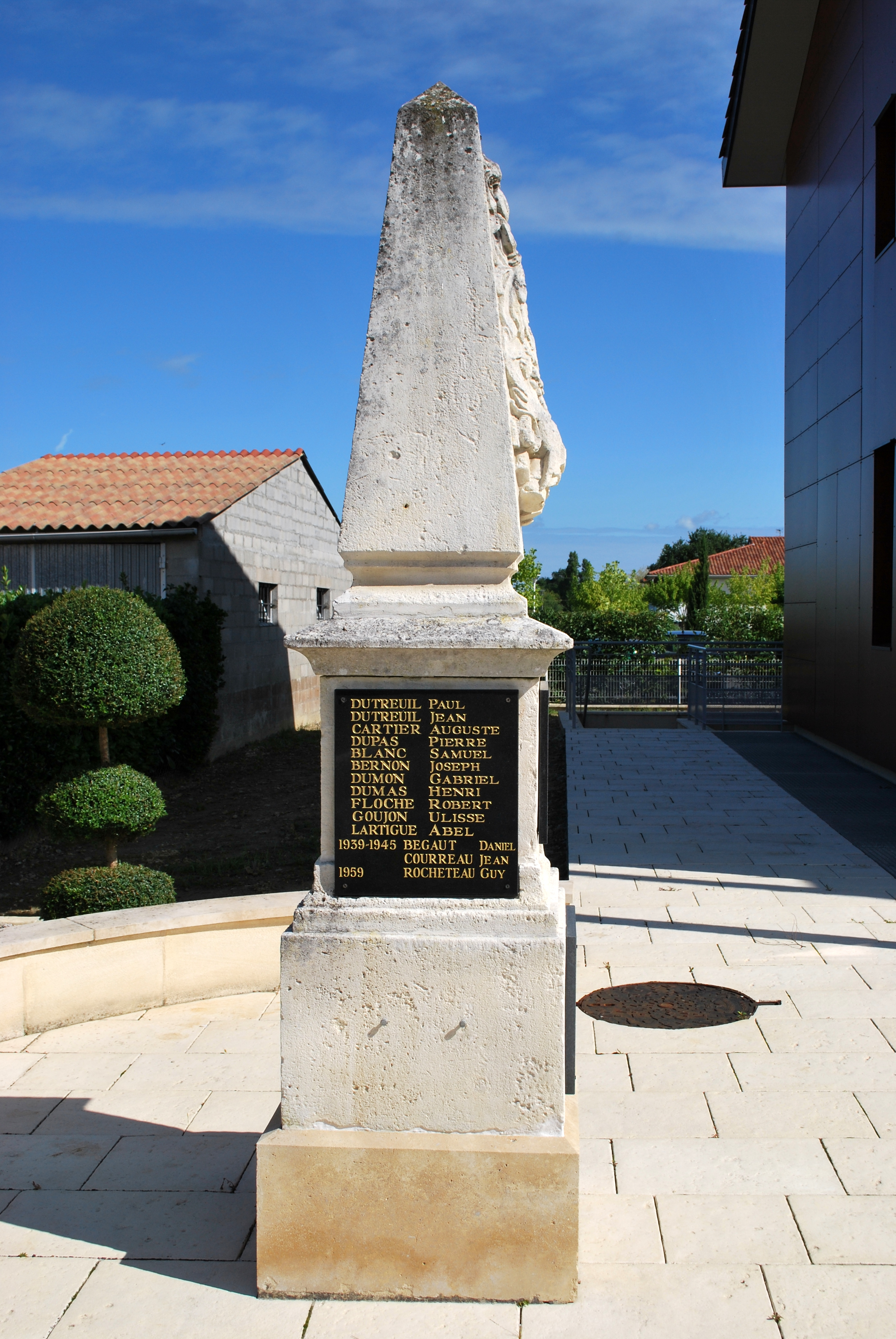
Gefallenendenkmal